# University of Texas Medical Branch
Lo University of Texas Medical Branch, abbreviato in UTMB, è un componente dello University of Texas System situato a Galveston, negli Stati Uniti. Si tratta di un complesso sanitario delle dimensioni di 344.000 m², con sette ospedali, 13.000 dipendenti e un ampio assortimento di cliniche specializzate, centri di ricerca e istituti, tra cui una scuola di medicina. Quest'ultima è la più antica uno ad ovest del fiume Mississippi.

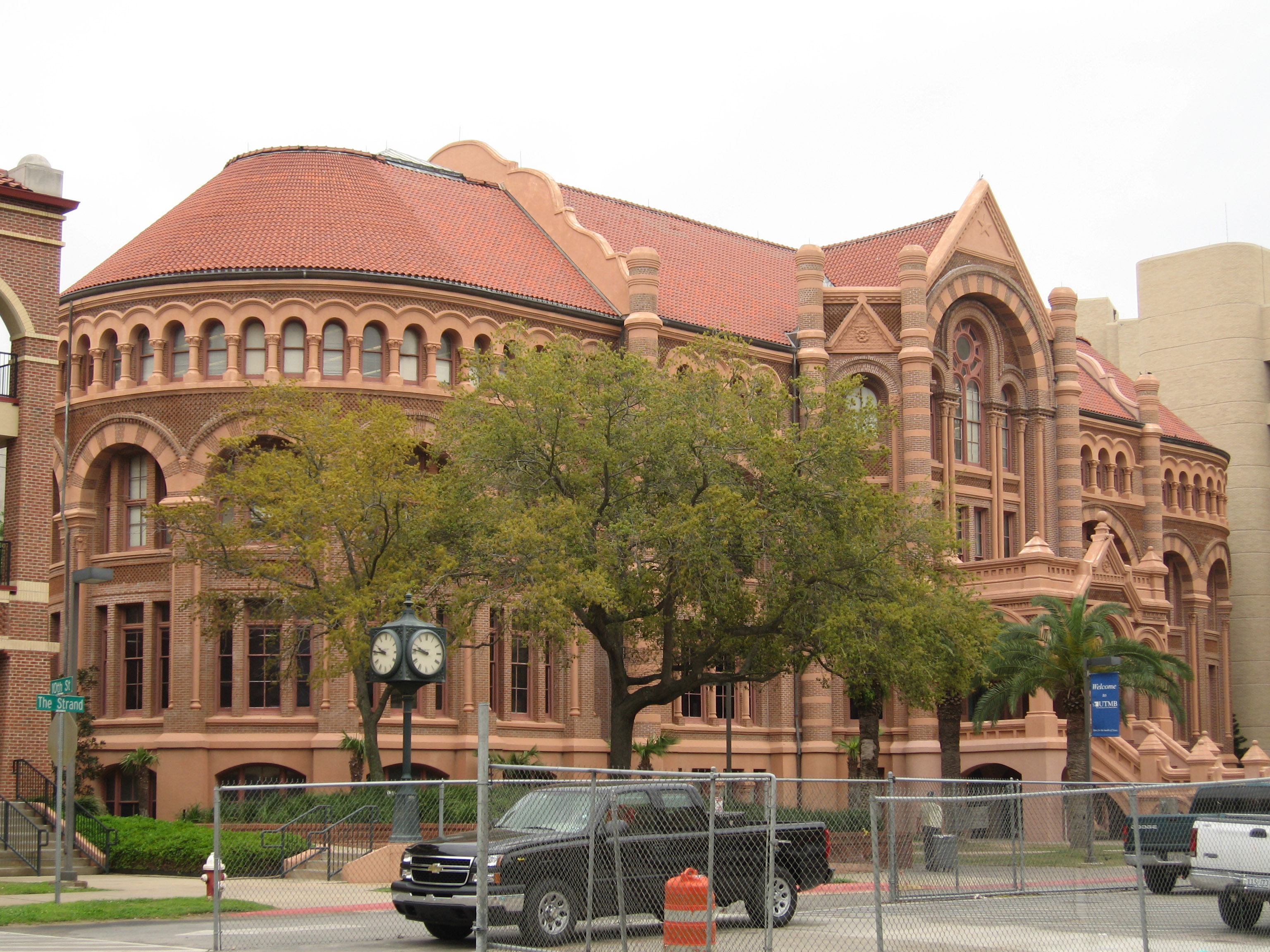
LOld Red, l'edificio più antico dell'istituto